# Panorama Plaza
Le Panorama Plaza est un projet de construction d'un ensemble résidentiel dans le quartier de Pleskodāle à Riga en Lettonie.

## Présentation
Panorama Plaza est un ensemble résidentiel de grande hauteur situé sur la rive gauche du Gauja.
Le projet initial était de construire quatre immeubles résidentiels de grande hauteur, ainsi qu'une extension de bureaux et commerciale.
Quatre tours devant être placées le long de la rue (les deux plus hautes au centre et les plus basses sur les bords extérieurs).
La hauteur totale des bâtiments les plus hauts devait être de 114 mètres (32 étages) et celle des plus bas de 99 mètres (27 étages).
Le promoteur du projet était l'entreprise turque MESA Group, le client était la coentreprise lettone-turque SIA "Latmes Building", l'entrepreneur général était le bureau d'architectes SIA "Nams", SIA "PBLC", le superviseur de la construction. était SIA "Bureau de Gestion et de Développement de Projets" pašreizējais: SIA "Rossel",.
Le projet a été lancé en 2004, et le 9 février 2005, la première pierre du complexe résidentiel a été posée. La construction du premier immeuble de grande hauteur "Panorama Plaza" a débuté en 2004 et a été achevé en 2006.
La construction du deuxième bâtiment a débuté en 2005 et a également duré deux ans.
La construction des troisième et quatrième bâtiments du complexe a débuté respectivement en 2007 et 2008.
Cependant, en 2008 en raison de la crise économique mondiale et de l'éclatement de la 'xbulle immobilière en Lettonie, le projet a été initialement suspendu, puis gelé.
En 2010, une procédure de faillite a été ouverte contre la SIA « Latmes Building ». En 2011, la filiale de son plus grand créancier, Swedbank, SIA « Ektornet Residential Lettonie » a acheté le troisième bâtiment inachevé à la SIA insolvable « Latmes Building ».
En 2011, « Ektornet » a également acheté le reste du complexe et a revendu le complexe résidentiel en 2013, ne gardant que le centre commercial et d'affaires du complexe à louer.
A cette époque, il était prévu de poursuivre la construction des tours inachevées.
La SIA « Rossel », créée en 2012, devient le nouveau propriétaire des immeubles d'habitation et rebaptise la partie résidentielle du projet « Résidence Panorama ».
En 2017, un incendie s'est déclaré dans le bâtiment de bureaux et commercial de quatre étages, qui a été éteint sans faire de victimes ni de dommages dangereux au bâtiment.
Jusqu'alors, il y avait régulièrement de fausses alarmes d'incendie dans le bâtiment en raison de la sensibilité trop élevée des systèmes de sécurité.
En 2019, les deux premiers bâtiments fonctionnaient, la construction des autres n’avançait toujours pas et des adolescents jouaient parfois autour du troisième bâtiment à moitié construit.
En 2021, les travaux de construction de l'installation ont repris.

## Galerie

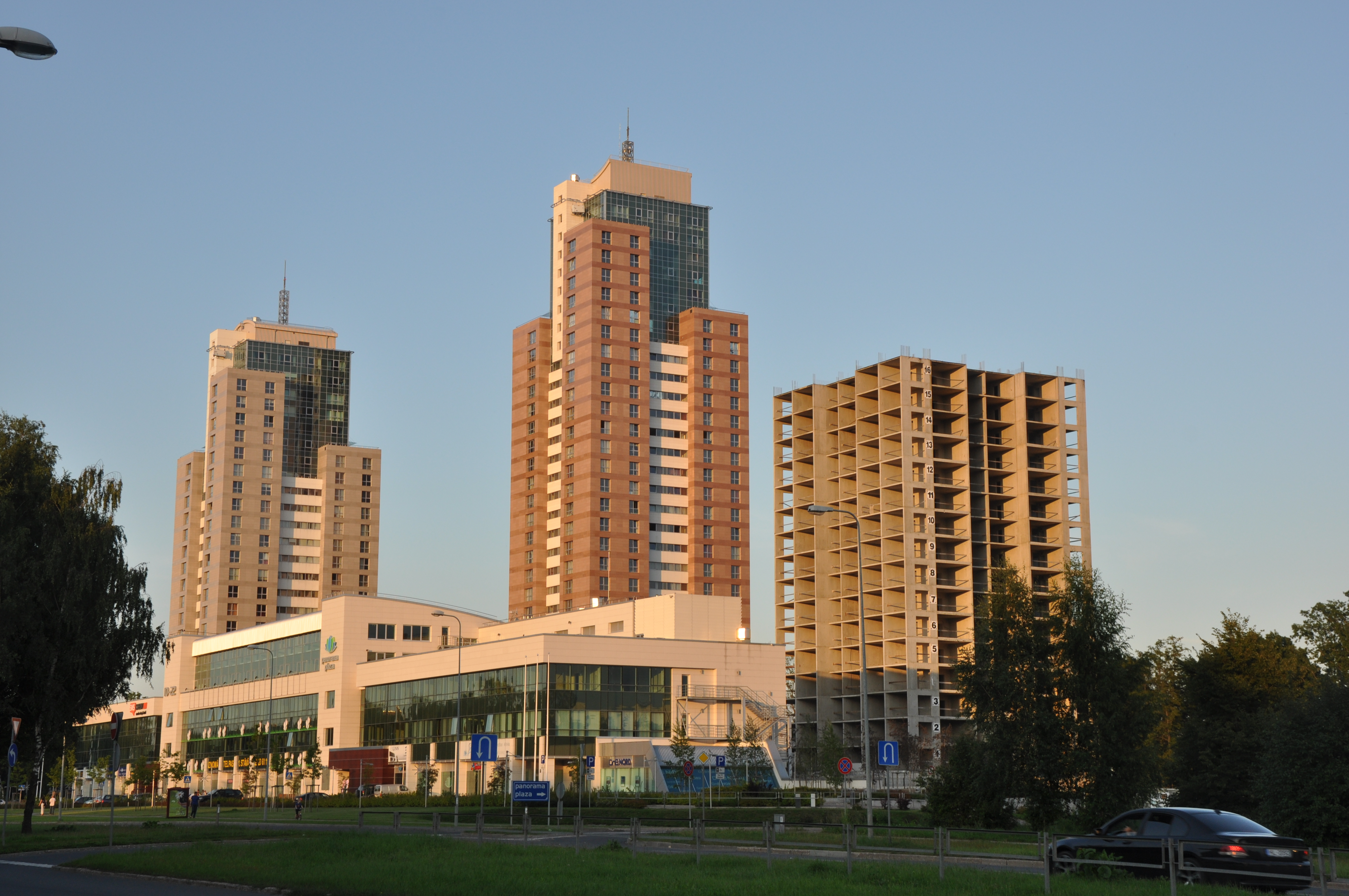
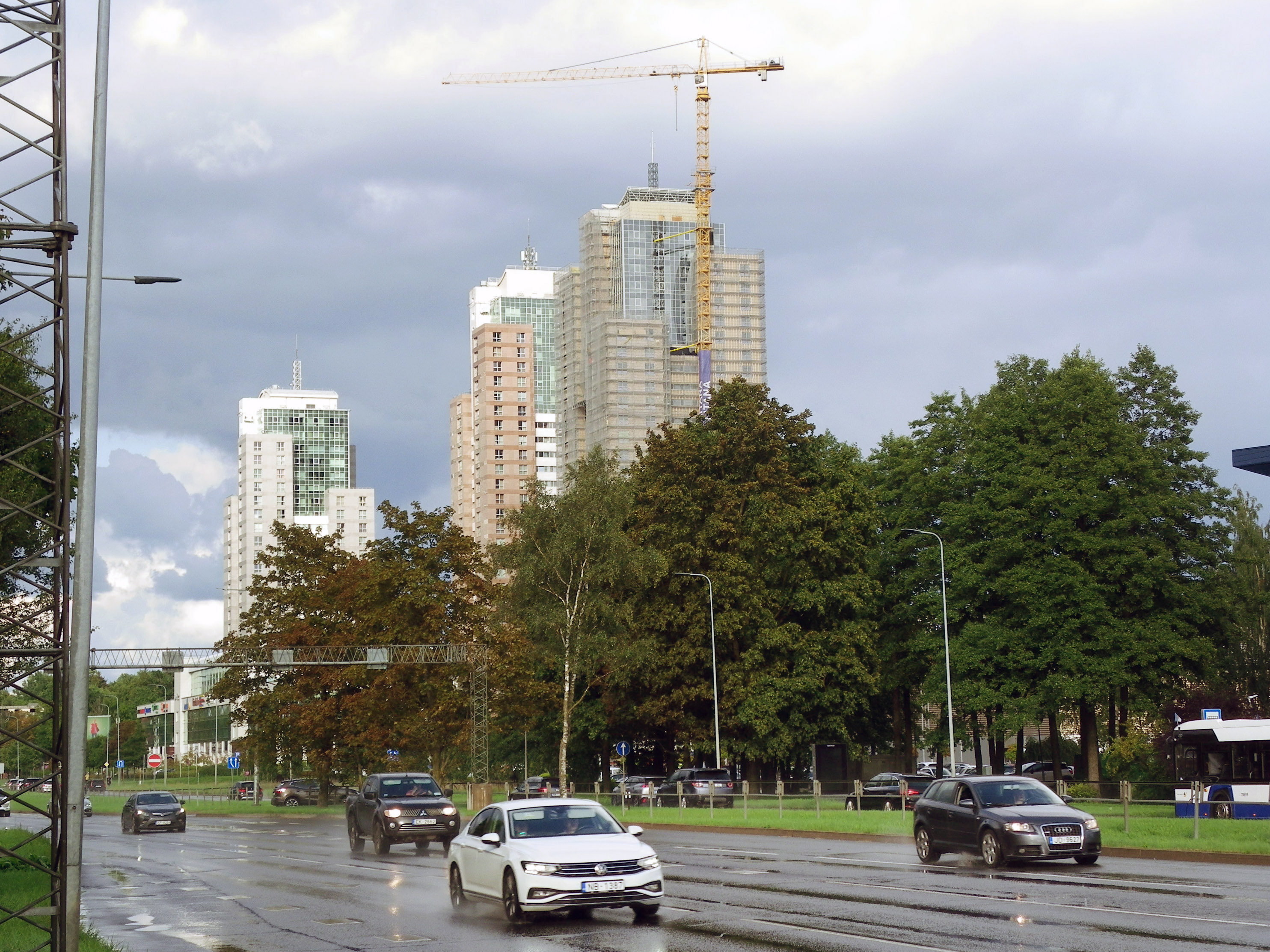
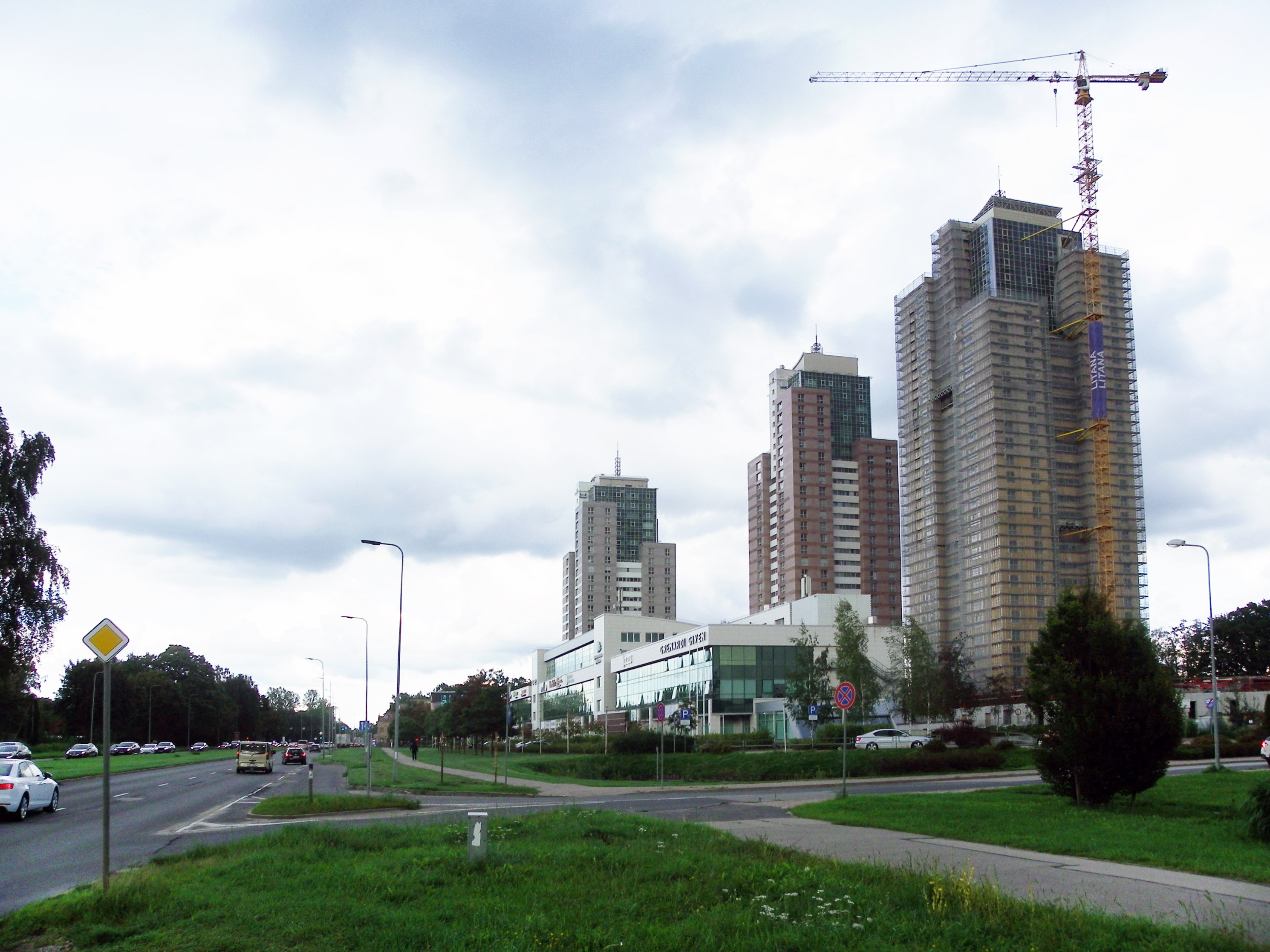